# Lev Trotski
Lev Trotski (Russisch: Лев Троцкий), vaak ook als Leon Trotski, geboren als: Lev (Leiba) Davidovitsj Bronstein, (Russisch: Лев Давидович Бронштейн) (Janivka (Keizerrijk Rusland), 7 november 1879 – Coyoacán (zuiden van Mexico-Stad), 21 augustus 1940) was een in Oekraïne geboren Russische marxistische revolutionair en theoreticus, Sovjet-politicus en de stichter en eerste leider van het Rode Leger.
Trotski was aanvankelijk een aanhanger van de factie van de mensjewistische internationalisten van de Russische Sociaaldemocratische Arbeiderspartij. Hij sloot zich aan bij de bolsjewieken net vóór de Oktoberrevolutie van 1917 en werd uiteindelijk een leider binnen de partij. Tijdens de begindagen van de Sovjet-Unie diende hij eerst als volkscommissaris van Buitenlandse Zaken en later als stichter en aanvoerder van het Rode Leger als volkscommissaris van Militaire en Maritieme Zaken. Hij was een belangrijk figuur in de bolsjewistische overwinning van de Russische Burgeroorlog. Ook was hij een van de eerste leden van het Politbureau.
Na het leiden van een mislukte strijd van de Linkse Oppositie tegen het beleid en de opkomst van Jozef Stalin in de jaren 1920 en de toenemende rol van de bureaucratie in de Sovjet-Unie, werd Trotski achtereenvolgens afgezet (1927), uit de Communistische Partij gezet en uiteindelijk verbannen uit de Sovjet-Unie (1929). Als hoofd van de Vierde Internationale, bleef Trotski in ballingschap in Mexico doorgaan met het voeren van oppositie tegen de stalinistische bureaucratie in de Sovjet-Unie. Trotski was al vroeg voorstander van interventie van het Rode Leger tegen het Europese fascisme en daarom was hij in de late jaren 1930 tegen Stalins non-agressiepact met Adolf Hitler. Hij werd vermoord op bevel van Stalin in Mexico, door Ramón Mercader, een Spaanse Sovjet-agent. Het grootste deel van zijn familie werd vermoord.
Trotski's ideeën, die strijdig zijn met de theorieën van het stalinisme, vormen de basis van het trotskisme, een belangrijke stroming binnen het marxisme. Hij was een van de weinige Sovjet-politici die niet werden gerehabiliteerd door de regering van Nikita Chroesjtsjov. Zijn boeken werden echter wel vrijgegeven voor publicatie in de Sovjet-Unie in de late jaren 1980. Uiteindelijk werd hij in 2001 gerehabiliteerd.

## Biografie

### Vroege leven
Trotski groeide op in een Joods gezin in het dorp Janivka, dat tegenwoordig in Oekraïne ligt. Toen hij zeventien was sloot hij zich aan bij de Russische Sociaaldemocratische Arbeiderspartij. Twee jaar later werd hij voor het eerst gearresteerd wegens revolutionaire activiteiten. Na een paar maanden in eenzame opsluiting werd hij verbannen naar Siberië. Hij wist daar echter te ontsnappen en ging naar Londen. Op het Tweede Congres van de Russische Sociaaldemocratische Arbeiderspartij in Londen in 1903 sloot hij zich aan bij de mensjewieken - iets wat Stalin later tegen hem zou gebruiken. In september 1904 nam Trotski afstand van de mensjewieken, omdat zij er voor kozen om met de Russische liberalen te willen samenwerken. Trotski noemde zichzelf in de periode 1904 tot 1917 een “niet-factionele sociaaldemocraat”, dat wil zeggen een lid van de RSDAP die geen keuze heeft gemaakt tussen de stromingen en pleitte voor een verzoening van de mensjewieken en bolsjewieken. Lenin was boos over de keuze van Trotski en schold hem uit voor Judas, rotzak en zwijn.
In Sint-Petersburg nam hij in 1905 de leiding van de eerste sovjet op zich. Hij werd weer gearresteerd en weer naar Siberië verbannen, maar opnieuw wist hij te ontsnappen. Trotski bracht als revolutionair activist en balling een paar jaar in Europa door. Wegens het opzetten van een communistische organisatie in Parijs, werd hij in 1916 Frankrijk uitgewezen. In september 1916 werd Trotski naar de Spaanse grens begeleid, waarna de politie van Madrid hem arresteerde en via Cadiz en Barcelona werd hij op het stoomschip Monserrat gezet. 

#### Onderzoek van Antony Sutton
Trotski vertrok met zijn familie naar de VS en kwam 13 januari 1917 aan in New York. Andere trotskisten volgden hem. Trotski kende enkel Duits en Russisch. Volgens zijn autobiografie My Life was Trotski in New York revolutionair socialist en schreef hij bij gelegenheid voor Novy Mir, de New York Russian socialist journal. De familie, met vrouw en twee zoontjes, woonde in een appartement, 1522 Vyse Avenue, The Bronx, met koelkast en telefoon ('an excellent appartment' volgens de anti-communistische journalist Antony C. Sutton in Wall Street and the Bolshevik Revolution, 1974), Trotski betaalde de huur drie maanden vooruit en het gezin reisde soms met een limousine met chauffeur. Dit valt moeilijk te rijmen met het inkomen dat Trotski opgeeft. Hij zou daarnaast in 1916 en 1917 slechts 310 $ aan fondsen ontvangen, die hij ook nog eens aan vijf immigranten naar Rusland zou hebben gegeven. Hij moet daarom een onvermelde bron van inkomen hebben gehad. Er is geen bewijs dat hij een ander beroep in New York heeft gehad. Toen Trotski New York verliet had hij 10.000 $ op zak. Volgens Miliukov kreeg hij dat geld van Duitsers in Amerika. Gregory Weinstein, die in 1919 een prominent lid van het Soviet Bureau in New York zou worden, zou voor Trotski in New York fondsen van de Duitse regering verzameld hebben.
President Woodrow Wilson bezorgde Trotski een Amerikaans paspoort om naar Rusland terug te keren en daar de revolutie voort te zetten. Dit Amerikaanse paspoort werd vergezeld van een Russische inreisvergunning (entry permit) en een Brits transit visa. Trotski vertrok 26 maart 1917 uit New York, samen met trotskisten. De Britten vroegen de Canadezen om Trotski tijdens zijn overtocht naar Rusland van het schip S.S. Kristianafjord te halen, omdat de Russische socialisten een revolutie zouden beginnen tegen de Russische regering. Trotski werd als 'Duitse oorlogsgevangene' geïnterneerd in Amhurst, Halifax, Nova Scotia, samen met zijn vrouw en twee zoontjes en vijf Russian Socialists: Nickita Muchin, Leiba Fisheleff, Konstantin Romanchanco, Gregor Teheodnoski en Gerchon Melintchansky. Zijn beschrijving luidde: '37 jaar oud, een politieke balling, beroep journalist, geboren in Gromskty, Chuson, Rusland, Russisch burger'. Er kwam een telegram van de Russische Consul Generaal van Montréal, die tegen de arrestatie protesteerde, omdat Trotski een Amerikaans paspoort had, uitgegeven door de Russische Consul Generaal van New York. Volgens de Canadese Luitenant Kolonel John Bayne MacLean sprak Trotski beter Duits dan Russisch en was Trotski de Russian executive van de Duitse Black Bond en in augustus 1914 uit Berlijn verbannen. Zijn echte naam zou Braunstein (Bronstein) zijn, 'Trotski' ('meer Pools dan Russisch', Trotski's eerste boek, uitgegeven in Wenen, heeft bovendien de initiaal 'N' en niet 'L') was door hem verzonnen. Trotski werd vrijgelaten op verzoek van de Britse ambassade in Washington, weer op verzoek van de U.S. State Department.
Van de VS kwam Trotski, na een onderbreking in een Canadese gevangenis, in mei 1917 opnieuw naar Sint-Petersburg (inmiddels Petrograd geheten), waar hij het voorzitterschap van de plaatselijke sovjet op zich nam.

### Oktoberrevolutie
Gedurende de Oktoberrevolutie sloot Trotski zich aan bij de bolsjewieken en werd hij een van de naaste medewerkers van Lenin. Trotski werd tot Volkscommissaris voor Buitenlandse Zaken benoemd en onderhandelde bij de Vrede van Brest-Litovsk namens de Russen met de Duitsers en Oostenrijk-Hongaren. Door interne verdeeldheid in de eigen regering en inschattingsfouten van Trotski mislukte dit in eerste instantie, waardoor de oorlog langer duurde dan noodzakelijk en Rusland uiteindelijk zeer ongunstige bepalingen moest slikken. Trotski en verschillende fracties in de regering (de zgn. linkse communisten en linkse socialistische revolutionairen) hoopten dat in Duitsland de revolutie zou uitbreken, zodat dit land de kant van Rusland zou kiezen in de oorlog, met een pan-Europese revolutionaire oorlog tot gevolg.
Stalin had vanaf het begin een hekel aan Trotski en Trotski aan hem. De Georgische arbeider en de Joodse intellectueel konden, gezien hun verschillende karakters, niet door één deur. Trotski vernederde Stalin met zijn retoriek, één keer zelfs in het openbaar. Stalin noemde Trotski een "kampioen met nepspieren" en verweet hem dat hij zich pas aansloot toen de bolsjewieken de strijd wonnen. Lenin moest vaak tussenbeide komen, waarbij hij het meestal opnam voor Stalin.

### Opperbevelhebber van het Rode Leger
Het falen van het recent opgerichte Rode Leger om het Duitse offensief van februari 1918 af te slaan, onthulde zwaktes ervan: onvoldoende aantallen, gebrek aan ervaren officieren en de bijna volledige afwezigheid van coördinatie en gehoorzaamheid. De zeelui van de gevierde en gevreesde Baltische Vloot sloegen op de vlucht voor het Duitse leger te Narva. De opvatting dat de Sovjetstaat een doeltreffend, vrijwillig of op milities gebaseerd leger zou kunnen hebben werd hierdoor serieus ondermijnd. Trotski was een van de eerste leiders van de bolsjewieken die dit probleem inzag en hij pleitte voor de oprichting van een militaire raad van voormalige Russische generaals die dienst zou doen als een adviesorgaan. Lenin en het centrale comité van de bolsjewieken kwamen op 4 maart tot een akkoord over de oprichting van de Hoge Militaire Raad. Uiteindelijk zou driekwart van de hogere officieren in het Rode Leger afkomstig zijn uit het voormalige tsaristische officierskorps. Ook voerde Trotski de algemene dienstplicht in en dat leidde tot kritiek, omdat dit zou leiden tot een grote instroom van boeren en er zich dan verhoudingswijs minder arbeiders in het Rode Leger zouden bevinden. Het voltallige bolsjewistische leiderschap van het Rode Leger protesteerde hevig tegen de plannen van Trotski en stapte uiteindelijk op. Zij vonden dat het Rode Leger enkel mocht bestaan uit toegewijde revolutionairen, gestoeld moest zijn op propaganda en verkozen officieren moest hebben. Zij zagen tsaristische officieren en generaals als mogelijke verraders, die uit het nieuwe leger moesten worden geweerd en zeker niet de leiding mochten krijgen. Hun visies bleven tijdens de Russische burgeroorlog populair bij vele bolsjewieken en hun aanhangers waren Trotski een constante doorn in het oog. Deze ontevredenheid over het beleid van Trotski bestaande uit strikte discipline, dienstplicht en steunen op niet-communistische militaire experts, leidde tot de Militaire Oppositie, die eind 1918-1919 actief was binnen de Communistische Partij. Trotski eiste dat leden van de Militaire Oppositie gecensureerd zouden worden en dat zij geen enkel artikel over dit onderwerp meer mochten publiceren. Ook eiste Trotski dat Stalin zou worden verwijderd van het zuidelijke front, waar Stalin tientallen functionarissen van het Rode Leger had laten doodschieten. Er werden geen acties tegen Stalin ondernomen door het partijbestuur.
Op 13 maart 1918 werd Trotski's ontslag als Volkscommissaris voor Buitenlandse Zaken officieel aanvaard en hij werd benoemd tot Volkscommissaris voor Leger en Maritieme Aangelegenheden en tot voorzitter van de Hoge Militaire Raad. De functie van hoofdcommandant werd afgeschaft en Trotski kreeg de volledige controle over het Rode Leger. Hij hoefde enkel verantwoording af te leggen tegenover de leiding van de Communistische Partij, waarvan de Linkse Sociaal-Revolutionaire bondgenoten de regering hadden verlaten na een conflict over het verdrag van Brest-Litovsk. Trotski spendeerde de rest van de burgeroorlog aan het omvormen van het versnipperde Rode Leger, bestaande uit kleine, zeer onafhankelijke afdelingen, tot een grote, gedisciplineerde, doelmatige militaire machine ter verdediging van de Revolutie. Hij bleef dit beleid gedurende zijn leven verdedigen.

### Burgeroorlog
In mei-juni 1918 kwam het Tsjecho-Slowaaks Legioen op de route tussen Europees Rusland en Vladivostok in opstand tegen de nieuwe Sovjetregering. Hierdoor verloren de bolsjewieken het grootste deel van het territorium van het land. Het verzet werd steeds beter georganiseerd en een groot deel van de legerexperts stapte op. Trotski en de regering reageerden met een grote mobilisatie die de grootte van het Rode Leger van minder dan 300.000 in mei 1918, naar 1 miljoen in oktober bracht en er werden politieke commissarissen in het leger geïntroduceerd. Deze laatsten moesten de loyaliteit van de militaire experts (grotendeels ex-officieren uit het keizerlijke leger) verzekeren en hun bevelen mee ondertekenen.
Het Rode Leger wist uiteindelijk de Witten te verslaan. Ook had het bolsjewistisch bewind te kampen met stakingen van arbeiders en opstanden van boeren, die met de Rode Terreur werden onderdrukt door zowel het Rode Leger onder leiding van Trotski, als de Tsjeka onder leiding van Feliks Dzerzjinski. Na het verslaan van Denikin en Joedenitsj eind 1919, verschoof de aandacht van de Sovjet-regering naar het economische werk en Trotski besteedde de winter van 1919-1920 in de Oeral om te trachten de economie daar opnieuw op te starten. Uitgaande van zijn ervaringen in die regio stelde hij voor om af te stappen van het oorlogscommunisme, dat onder andere het in beslag nemen van graan behelsde en de graanmarkt gedeeltelijk weer op te starten. Maar Lenin wilde nog niet van het oorlogscommunisme afstappen en het voorstel werd verworpen. In de plaats daarvan werd Trotski aan het hoofd gesteld van de spoorwegen (terwijl hij de controle over het Rode Leger behield), waar hij het beleid van de militarisering van de arbeid invoerde. Pas in 1921 zouden het instorten van de economie en opstanden Lenin en de rest van de leiding van de bolsjewieken dwingen om van het oorlogscommunisme af te stappen en te vervangen door de Nieuwe Economische Politiek.
Tijdens de Burgeroorlog, waarin de stad Tsaritsyn (later Stalingrad, nu Wolgograd) werd belegerd, ontstond opnieuw een conflict tussen Stalin en Trotski, deze keer over de bevoorrading. Opnieuw leek Trotski deze ruzie te winnen, daar de militaire leiders het met hem eens waren. Lenin zorgde echter dat Stalin eervol kon terugkomen naar Moskou.

### Het vakbondsdebat (1920-1921)
Eind 1920, na de overwinning door de bolsjewieken van de burgeroorlog en vóór het Achtste en het Negende Congres van de Sovjets, speelde zich binnen de Communistische Partij een verhit debat af over de rol van de vakbonden. De discussie verdeelde de partij in verschillende platformen (facties), onder andere die van Lenin, die van Trotski en die van Nikolaj Boecharin. Boecharin sloot zich later aan bij Trotski.
Trotski vormde zijn positie hieromtrent toen hij leiding gaf aan de speciale commissie voor het Sovjet transportsysteem 'Tsektran'. Hij werd aangesteld om het spoorwegennet, verwoest door de burgeroorlog, opnieuw op te bouwen. Als Volkscommissaris voor Oorlog en militaire revolutionaire leider, zag hij noodzaak in het creëren van 'gemilitariseerde productiesfeer' door middel van de incorporatie van de vakbonden in het staatsapparaat. Zijn standpunt was dat in een staat gecontroleerd door arbeiders, de arbeiders niets te vrezen zouden mogen hebben van de staat en dat de vakbonden daarom onder volledige controle van de staat moesten komen. Op het Negende Congres beargumenteerde hij een regime waaronder elke arbeider zich als soldaat van de arbeid zou voelen. Ongehoorzame arbeiders zouden moeten worden bestraft door de vakbonden. Dit noemde hij de militarisering van de arbeidersklasse. Trotski wilde alle vakbondsbestuurders laten aanstellen door de regering en wilde de vakbonden ondergeschikt maken aan de regering. Het voorstel van Trotski werd afgewezen door het centraal comité met 8 stemmen tegen en 7 stemmen voor. Hierna nam Lenin afstand van het plan van Trotski. Lenin zorgde ervoor dat het centraal comité instemde met zijn resolutie waarin opgeroepen werd tot “degelijke vormen van militarisering van de arbeid”. Hij werd hiervoor door Lenin zwaar bekritiseerd. Lenin, die dit debat als schadelijk zag voor de partij, was gefrustreerd met Trotski wat handig werd gebruikt door Stalin en Grigori Zinovjev om zich aan Lenins kant te scharen en aan aanzien te winnen binnen de partij ten koste van Trotski. Vele bolsjewieken, waaronder Lenin, vreesden voor de versplintering van de partij ten gevolge van de verhevigde discussies. Het centrale comité was op dit punt ongeveer gelijk verdeeld onder aanhangers van Lenin en van Trotski, met de drie secretarissen van het Centrale Comité (Nikolaj Krestinski, Jevgeni Preobrazjenski en Leonid Serebrjakov) allen aan Trotski's zijde. Tijdens een vergadering op het Tiende Partijcongres in maart 1921, behaalde de factie van Lenin een beslissende overwinning: een aantal van Trotski's medestanders verloren hun leidinggevende rol in de partij. Het congres aanvaardde ook een geheime resolutie over 'Partij-eenheid', die later werd gepubliceerd en door Stalin werd gebruikt tegen Trotski en andere opposanten.
Op het einde van het Tiende Congres, na mislukte vredesonderhandelingen, beval Trotski een interventie van het leger tegen stakende zeelui op de marinebasis Kronstadt, die onder andere vrije verkiezingen en vrijlating van linkse politieke gevangenen hebben geëist. Met het hierop volgende bloedbad kwam een einde aan het laatste grootschalige verzet tegen de communistische regering. Trotski kreeg jaren later veel kritiek te verduren over zijn aandeel in het neerslaan van deze opstand, hoewel hij zelf niet deelnam aan de eigenlijke onderdrukking. Trotski probeerde dat later, toen hij in Mexico verbleef, te nuanceren en beargumenteerde dat een revolutie het recht heeft om zich te verdedigen tegen contrarevolutionair geweld. Sommige trotskisten, zoals Abbie Bakan, beargumenteren dat de bewering dat de rebellen van Kronstadt contrarevolutionairen waren, ondersteund wordt door bewijzen dat de rebelse zeelui werden gesteund door het Witte Leger en de Franse regering. Andere historici, zoals Paul Avrich, beweren dat het een spontane opstand was.

### Lenins ziekte
Door de ziekte van Lenin en de burgeroorlog had Stalin inmiddels de volledige controle over het partijapparaat in handen. Aan de andere kant was Trotski leider van het Rode Leger. 
Na een zware hartaanval van Lenin vormden Stalin, Zinovjev en Lev Kamenev een trojka. Lenin vroeg aan Trotski om op te treden als zijn afgevaardigde bij de Raad van Volkscommissarissen. Het voorstel werd goedgekeurd door het Politbureau, maar Trotski weigerde het voorstel. Eind 1922 verslechterde de relatie tussen Lenin en Stalin onder andere toen de vrouw van Lenin werd uitgescholden door Stalin. Lenin pleitte in de documenten die later bekend zouden worden als het Testament van Lenin voor de vervanging van Stalin. In deze documenten bekritiseerde Lenin ook andere leiders, inclusief Trotski. In maart 1923 vroeg Lenin aan Trotski om op te treden tijdens het Twaalfde Partijcongres tegen het beleid van Stalin in Georgië, maar Trotski deed dit niet. Nadat Lenin gestorven was, werd het “testament” voorgelezen op een vergadering van het partijbestuur, waarbij de trojka en Trotski er voor kozen om het testament geheim te houden voor de bevolking. Stalin bood zijn ontslag aan op het Congres, maar dit voorstel werd afgekeurd met een meerderheid van de stemmen - inclusief Trotski. In de Verenigde Staten publiceerde de communist Eastman het geschrift Since Lenin Died. Eastman citeerde uit het testament van Lenin. Trotski werd beschuldigd van medeschuldigheid omdat Eastman werd aangezien als een aanhanger van Trotski. Op 1 juli 1925 ondertekende Trotski een verklaring waarin stond dat het bericht over het testament onjuist was. Deze verklaring van Trotski werd afgedrukt in de Britse krant The Sunday Worker op 19 juli 1925 en in het Russische blad De Bolsjewiek op 1 september 1925. Later beweerde Trotski dat hij onder druk van de Politbureau gedwongen was om deze verklaring te ondertekenen.
Vanuit het partijapparaat kon Stalin het gezag van Trotski ondermijnen. Trotski was voorstander van een 'permanente revolutie' terwijl Stalin het idee van de opbouw van 'socialisme in één land' aanhing. In 1925 bleek dat Trotski niet meer op voldoende steun vanuit de partijtop kon rekenen. Hij raakte zijn directe invloed op de politiek vrijwel kwijt. Nog twee jaar later werd hij geroyeerd als partijlid en in 1929 zelfs gedeporteerd. Daarna moest hij de Sovjet-Unie verlaten.

### Ballingschap
Korte tijd verbleef hij op het Turkse eiland Büyükada, toen nog betrekkelijk dicht bij Rusland gelegen. In Parijs schreef hij zijn visie op de geschiedenis van de revolutie. In 1938 was hij de oprichter van de Vierde Internationale. Na Parijs vertrok hij naar Mexico op uitnodiging van president Lázaro Cárdenas. In Mexico werd hem onderdak verschaft door het schilderskoppel Diego Rivera en diens vrouw Frida Kahlo. Met deze laatste zou hij een kortstondige relatie hebben gehad. Trotski verdedigde in zijn geschrift De vakbonden in het tijdperk van de imperialistische ontaarding uit 1940 de Mexicaanse Revolutie, maar verweet de Mexicaanse regering na de revolutie te veel te hebben toegegeven aan de bourgeoisie. Hij stelde voor dat de landen van Latijns-Amerika zich onder leiding van Mexico zouden verenigen in een 'Unie van Amerikaanse Sovjetrepublieken' om zo beter weerstand te kunnen bieden tegen de Verenigde Staten.
De rol van Trotski vóór en tijdens de Tweede Wereldoorlog was controversieel. Zo riep hij na de Moskouse Processen in 1938, in volle voorbereiding van de wereldoorlog, in zijn overgangsprogramma op tot omverwerping van de leiding van de Sovjet-Unie. Hij stelde dat de Sovjet-Unie zich moest concentreren op werken van openbaar nut in plaats van bewapeningsprogramma's.

### Dood

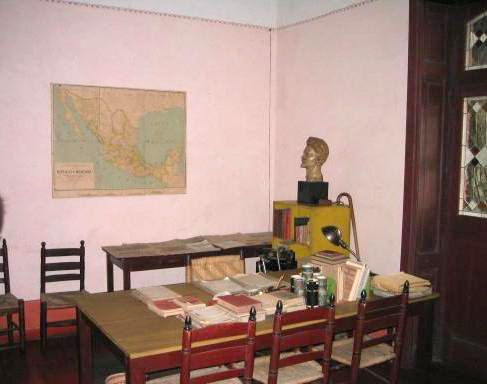
Trotski's laatste studeerkamer, waar hij aan zijn einde kwam door de moordaanslag

Een geheim agent van Stalin, Ramón Mercader, verwierf op 20 augustus 1940 toegang tot het zwaarbewaakte verblijf van Lev Trotski door zich voor te doen als de verloofde van de zus van de secretaresse, die in werkelijkheid de NKVD-agent Africa de las Heras was. Hij deed zich voor als Jacques Mornard, een Belgische journalist, die aan Trotski een net geschreven artikel wilde voorleggen. Toen deze aan een bureau ging zitten om de tekst te lezen, sloeg de geheim agent hem met een ijsbijl het hoofd in. De volgende dag overleed Lev Trotski in een ziekenhuis in Mexico-Stad aan zijn verwondingen. Diego Rivera en Frida Kahlo werden een tijdje door de politie verdacht van de moord.
In augustus 2005 kwam de dochter van de toenmalige commandant van de Mexicaanse geheime politie op de proppen met de zo'n 65 jaar eerder uit het plaatselijke politiekantoor ontvreemde ijsbijl, waar nog steeds bloedvlekken op te vinden zijn. Sieva Volkov, de kleinzoon van Lev Trotski, heeft aangeboden om zijn DNA te vergelijken met het DNA van de bloedvlekken.
Er bestaan nog steeds stromingen binnen het communisme die zich baseren op de ideeën van Trotski; zie trotskisme en revolutionair socialisme.

## Bibliografie

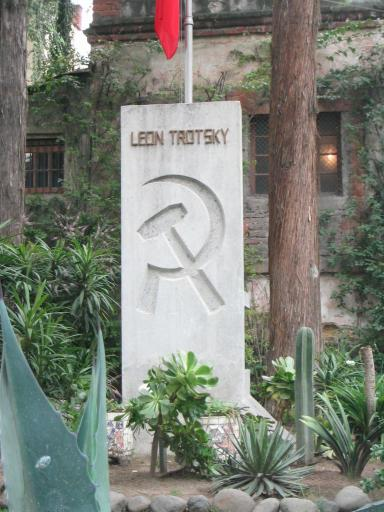
Graf bij zijn huis in Coyoacán